# Nicolas Martins
Pour les articles homonymes, voir Martins.

a Compétitions nationales et continentales officielles uniquement.

b Matchs officiels uniquement.
Dernière mise à jour le 31 juillet 2025.
Nicolas Martins, né le 18 janvier 1999 à Toulouse (Haute-Garonne), est un joueur international portugais d'origine française de rugby à XV évoluant principalement au poste de troisième ligne aile.
Son frère cadet, Lucas Martins, est également joueur international portugais mais évolue au poste d'ailier.

## Biographie

### Jeunesse et formation
Nicolas Martins naît à Toulouse d'un père portugais,. Il commence la pratique du rugby à XV dès l'âge de sept ans au sein du club de Colomiers Rugby avec son cousin, en 2013, n'étant pas conservé par son premier club, il rejoint l'Association sportive Tournefeuille rugby, avec qui il est champion de France Balandrade et fait ses débuts senior en Fédérale 2 puis joue en Fédérale 3, où il reste jusqu'en 2020 lorsqu'il signe à l'Avenir castanéen.
En parallèle, il pratique également le judo ainsi que le basket-ball mais le rugby reste sa passion. Durant sa jeunesse, il est testé au poste d'ailier mais en raison de sa grande taille il est placé aux postes de troisième ligne aile ou de deuxième ligne.
Dans sa famille, ses deux frères pratiquent également le rugby, notamment Lucas. Ses idoles de jeunesse sont Thierry Dusautoir et Richie McCaw.
Au niveau scolaire, il fait des études d'ingénierie aéronautique de 2017 à 2022.

### Début sénior à l'Avenir castanéen, premières sélections en équipe du Portugal et découverte de la Pro D2 au SA XV (2021-2023)
Lors de la saison 2021-2022 de Fédérale 1, il dispute ses premières rencontres dans la compétition, jouant son premier match le 5 septembre 2021 contre l'AS Lavaur en tant que titulaire en troisième ligne aile où il inscrit également son premier essai. En novembre suivant, il dispute sa première rencontre en troisième ligne centre après avoir exclusivement joué au poste de troisième ligne aile jusque-là. Au total durant la saison, il dispute quinze rencontres, toutes en tant que titulaire, et inscrit trois essais. Pendant l'été 2022, il est retenu pour la première fois avec l'équipe du Portugal. Le 16 juillet, il connait sa première cape internationale en tant que remplaçant face à la Géorgie.
Lors de ce même été, il signe pour le club du Soyaux Angoulême XV Charente pour la saison 2022-2023 de Pro D2. Dès la première journée du championnat, il est aligné en tant que remplaçant contre le RC Vannes et connait ses premières minutes en professionnel lors de cette rencontre. À l'occasion de la neuvième journée, fin octobre, il est titularisé pour la première fois contre Colomiers, son premier club formateur. À cette période, il est également convoqué avec le Portugal pour disputer le tournoi final de repêchage à la Coupe du monde 2023,. Pendant ce tournoi, il est titularisé pour la première fois en sélection contre le Kenya. Il participe également à la rencontre décisive contre les États-Unis où les deux équipes font un match nul qui permet au Portugal de se qualifier, grâce à une meilleure différence de points que leur dernier adversaire, pour la deuxième fois à la Coupe du monde,. De retour avec son club, il inscrit ses deux premiers essais en Pro D2 contre l'USON Nevers. En février 2023, il est de nouveau convoqué avec le Portugal dans le cadre du Championnat d'Europe,. Il dispute son premier match dans la compétition contre la Belgique en tant que titulaire et réalise une bonne performance où il inscrit à cette occasion son premier essai international lors de la large victoire 54 à 17 de son équipe,. Il est titulaire lors de trois autres rencontres de la compétition, dont notamment la finale perdue 38 à 11 face à la Géorgie. À la fin de la compétition, il a réalisé un total de cinquante-quatre plaquages sans en manquer un seul, faisant de lui le seul joueur avec 100% d'efficacité dans ce domaine et il est nommé dans l'équipe-type de la compétition,. Lors de l'ultime journée de Pro D2 face au leader, Oyonnax Rugby, il marque l'essai du bonus défensif en fin de rencontre permettant le maintien de son club,. Durant la saison, il joue un total de dix-sept rencontres avec le SA XV, dont sept en tant que titulaire, et inscrit quatre essais. Début juin 2023, il est annoncé qu'il prolonge son contrat avec le SA XV pour une durée de deux ans. Lors du même mois, il est présélectionné avec le Portugal pour préparer la Coupe du monde 2023.

### Participation prometteuse à la Coupe du monde et progression en Pro D2 (2023-2024)
En août 2023, il participe à deux rencontres de préparation, une contre les États-Unis, où il inscrit un essai, et une autre contre l'équipe d'Australie A (en) (équipe réserve australienne) où il inscrit un nouvel essai. Le 29 août, il fait partie de la liste des 33 joueurs sélectionnés pour la compétition. Dès le premier match du Portugal dans la poule C, il est aligné en tant que titulaire contre le pays de Galles et inscrit le seul essai des siens lors de cette rencontre perdue 28 à 8 malgré une bonne performance de leur part et notamment de Nicolas Martins,, qui a également réalisé dix-huit plaquages sans en manquer un seul. Lors du match suivant, de nouveau titulaire, lui et son équipe font match nul contre la Géorgie (18-18). Il enchaîne ensuite un troisième match en qualité de titulaire contre l'Australie où son équipe est défaite 34 à 14 dans un match où les Lobos ont fait douter les Wallabies,. Pour le dernier match de poule, encore une fois titulaire, lui et son équipe réalisent un exploit en décrochant la première victoire en Coupe du monde du Portugal en battant les Fidji en toute fin de match sur le score de 24 à 23, Nicolas Martins est nommé homme du match à cette occasion, les Portugais terminent à la quatrième place de la Poule C devant la Géorgie mais sont éliminés de la compétition. Après la phase de poules, il est nommé comme étant l'une des révélations ainsi que l'un des meilleurs joueurs du Portugal, il termine notamment second au classement des meilleurs plaqueurs lors de cette phase avec soixante-trois plaquages réussis, ainsi que 196 mètres parcourus ballon en main.
De retour avec son club, pour son premier match de la saison il est remplaçant et inscrit un essai face au Stade montois mais son équipe s'incline 28 à 18 à domicile. Par la suite, il enchaîne les titularisations et les bonnes performances, il réalise notamment vingt-et-un plaquages contre Colomiers Rugby, surfant sur ses bonnes performances entrevues lors de la Coupe du monde. De ce fait, il évoque son envie d'évoluer rapidement en Top 14, estimant en avoir les capacités,. Le 18 janvier suivant, il est sélectionné par le Portugal pour le Championnat d'Europe. Le lendemain, avec son club, il se montre décisif en inscrivant un doublé, dont l'essai de la victoire en fin de match, lors de la victoire 20 à 16 de son équipe face à Colomiers. Le mois suivant, lors de la troisième journée du Championnat d'Europe, il est aligné avec son frère Lucas, jouant au poste d'ailier, pour la première fois en sélection nationale, ce dernier inscrit un doublé tandis que Nicolas marque un essai et les Portugais s'imposent 49 à 24 sur le terrain de la Roumanie,. Il dispute ensuite la demi-finale puis la finale perdue une nouvelle fois contre la Géorgie (36 à 10),. Après la compétition, il est nommé dans l'équipe-type pour la seconde année d'affilée. Avec son club, il dispute un total de vingt-et-une rencontres, seize dans le rôle de titulaire, et marque quatre essais. À l'issue de la saison, il s'engage avec le Montpellier HR en Top 14. Durant l'été, il est sélectionné pour la tournée estivale. Il dispute un match où il inscrit un essai lors d'une victoire 37 à 22 contre la Namibie.

### Expérience de courte durée en Top 14 et retour en Pro D2 (depuis 2024)
Avec son nouveau club du Montpellier HR, il doit attendre la cinquième journée pour faire ses débuts en Top 14 en tant que remplaçant contre le Stade français Paris. En novembre 2024, il est sélectionné avec le Portugal pour les test matchs de fin d'année. Au mois de décembre, il dispute son premier match en Challenge Cup en étant titularisé contre le Dragons RFC. Durant cette rencontre, il se met en évidence en réalisant un total de 26 plaquages. Grâce à cette bonne performance, il enchaîne les rencontres dans la compétition. À partir du mois de février, il enchaîne avec le Championnat d'Europe et participe à la qualification des Portugais pour la Coupe du monde 2027. Pendant la compétition, il est élu deux fois homme du match et est à nouveau présent dans l'équipe type de la compétition, notamment grâce à une moyenne de plaquage élevée (21 réussis par match). De retour en club, il est présent sur la feuille de match du huitième de finale de Challenge Cup contre Gloucester Rugby. Ayant disputé tous les matchs de son équipe dans la compétition, il affiche une statistique de 95 % de réussite au plaquage. Toutefois, n'ayant pas joué d'autres rencontres en Top 14 et n'entrant pas dans les plans de son entraîneur Joan Caudullo, il n'est pas conservé par le club héraultais.
Début juin 2025, il est annoncé qu'il rejoint son premier club formateur, Colomiers Rugby en Pro D2, à partir de la saison 2025-2026 et jusqu'en 2027. Le mois suivant, sélectionné avec le Portugal, ils sont sévèrement battus par l'Irlande sur le score de 7 à 106, il inscrit le seul essai portugais.

## Statistiques

### En sélection nationale
Au 31 juillet 2025, Nicolas Martins compte 26 capes en équipe du Portugal, dont 24 en tant que titulaire, depuis sa première sélection le 16 juillet 2022 face à la Géorgie. Il inscrit dix essais, cinquante points.
Il participe à une édition de la Coupe du monde en 2023, où il prend part à quatre rencontres, toutes en tant que titulaire, et inscrit un essai.

## Palmarès

### En équipe nationale
- Finaliste du Championnat d'Europe en 2023, 2024 et 2025 avec le Portugal.

### Distinctions personnelles
- Membre de l'équipe-type du Championnat d'Europe en 2023 et 2024.